# Robotman (personaggio)
Robotman è un personaggio dei fumetti pubblicato dalla DC Comics, di cui diversi personaggi hanno indossato i panni.
- Il primo, il cui nome è Robert Crane, creato da Jerry Siegel (testi) e Leo Nowak (disegni);
- Il secondo di essi è Clifford "Cliff" Steele, creato da Arnold Drake e Bob Haney (testi), Bruno Premiani (disegni).

## Biografia dei personaggi

### Robotman I
Il primo Robotman è Robert Crane, comparso per la prima volta nell'aprile 1942 in Star-Spangled Comics n. 7. Crane è un brillante scienziato il cui cervello venne messo all'interno di un corpo robotico a seguito di un tentativo di omicidio, cosa che lo rende un cyborg e non un robot, al contrario di ciò che il suo nome di battaglia lascia a intendere.
Nella seconda guerra mondiale Robotman fu uno dei membri della All-Star Squadron e si alleò con numerosi supereroi, tra cui il Dottor Mid-Nite originale. Successivamente, dopo che il suo assistente di laboratorio, Charles Grayson, morì per una malattia cerebrale donò spontaneamente il resto del suo corpo al suo mentore per dargli la possibilità di una vita normale.
Scomparso dalle scene dall'inizio della Silver Age, sarà riesumato dopo Flashpoint, non più come androide ma come agente governativo incaricato di chiudere il progetto M.

### Robotman II
Il Robotman Silver Age è invece Cliff Steele, un corridore rimasto coinvolto in un incidente e sottoposto ad un'operazione analoga a quella di Crane. Dopo aver intrapreso l'attività supereroistica, Steele divenne uno dei membri fondatori della Doom Patrol.
Apparentemente morto dopo una battaglia con Madame Rouge, il cervello di Steele sopravvisse e fu trapiantato in un nuovo corpo robotico. Successivamente anche il suo cervello fu rimpiazzato con uno positronico, divenendo un robot a tutti gli effetti, ma, a causa di alcuni malfunzionamenti venne poi ripristinato il suo cervello originale.
La versione del personaggio introdotta dopo Flashpoint è un avventuriero che, volontariamente, si è sottoposto all'iniezione di nanomacchine sperimentali per ottenere dei poteri rigeneranti ma, a seguito di un incidente si è trovato prigioniero di un corpo robotico.